# Flughafen Las Américas

i8
i11
i13

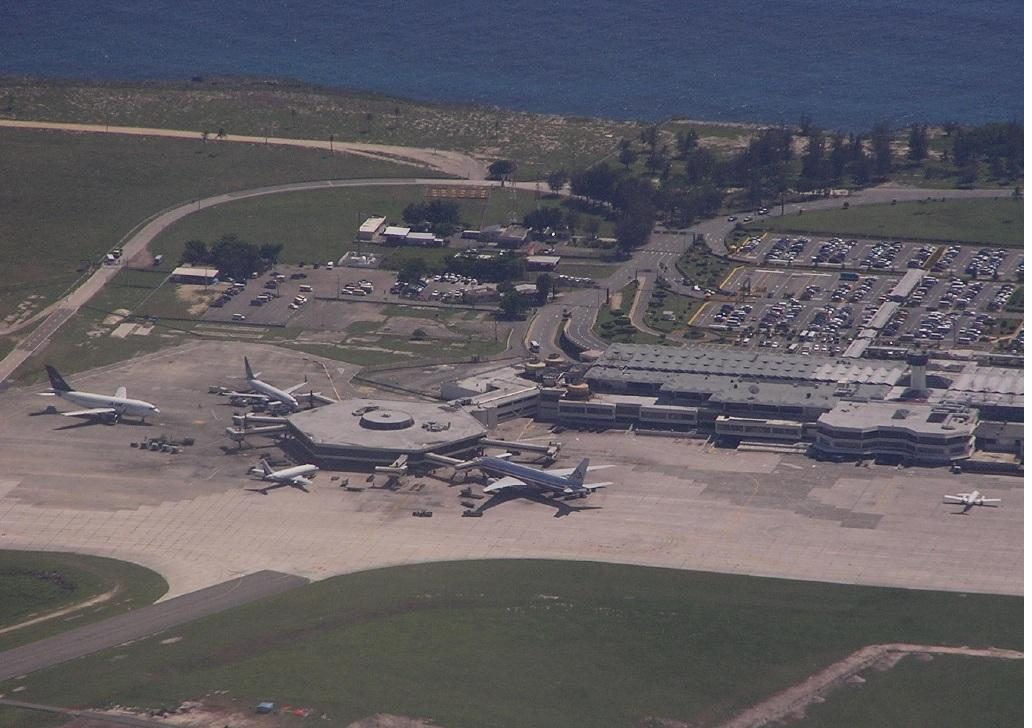
Terminal A

Der Aeropuerto Internacional de Las Américas „Dr. José Francisco Peña Gómez“ (IATA-Code: SDQ, ICAO-Code: MDSD) ist ein internationaler Flughafen, der in Punta Caucedo, nahe Santo Domingo und Boca Chica in der Dominikanischen Republik gelegen ist. Der Flughafen war der größte der Dominikanischen Republik, wurde im Passagieraufkommen jedoch mittlerweile vom privat betriebenen Flughafen Punta Cana überholt.
Flugzeuge bis zur Größe von Boeing 747 und Airbus A340 können in Las Américas starten und landen. Aerolíneas Argentinas, Dominicana de Aviación und Iberia gehörten zu den Fluggesellschaften, die den Flughafen zeitweise mit Boeing 747 anflogen.
Las Américas war das Luftfahrt-Drehkreuz für Dominicana, APA Dominicana International und weitere kleinere Fluglinien.

## Geschichte
Der Flughafen wurde 1959 unter dem Namen Aeropuerto Internacional de Punta Caucedo eingeweiht. Kurz darauf benannte ihn der dominikanische Diktator Trujillo in Aeropuerto Internacional General Trujillo um. Nach der Ermordung des Diktators 1961 erhielt der Flughafen wieder seinen ursprünglichen Namen. 1968 wurde er auf Veranlassung des Staatspräsidenten  Joaquín Balaguer in Aeropuerto Internacional Las Américas umbenannt und erhielt 2003 den Zusatz „Dr. José Francisco Peña Gómez“ zu Ehren des früheren Führers des Partido Revolucionario Dominicano.

## Verkehrszahlen
| Jahr | Fluggastaufkommen | Luftfracht (Tonnen) | Flugbewegungen |
| ---- | ----------------- | ------------------- | -------------- |
| 2017 | 3.810.736         | 26.175              | 33.505         |
| 2016 | 3.686.988         | 64.559              | 33.555         |
| 2015 | 3.536.090         | 58.693              | 31.484         |
| 2014 | 3.286.420         | 55.699              | 32.123         |
| 2013 | 3.107.969         | 51.080              | 30.473         |
| 2012 | 3.130.393         | 51.555              | 29.203         |
| 2011 | 3.085.774         | 52.310              | 28.858         |
| 2010 | 3.143.062         | 60.370              | 29.317         |
| 2009 | 2.864.847         | 49.417              | 29.465         |
| 2008 | 2.713.350         | 52.586              | 25.289         |
| 2007 | 2.777.143         | 55.544              | 23.067         |
| 2006 | 2.620.619         | 56.836              | 22.869         |
| 2005 | 2.583.844         | 55.042              | 23.267         |

### Verkehrsreichste Strecken
| Rang | Stadt                               | Passagiere | Fluggesellschaften       |
| ---- | ----------------------------------- | ---------- | ------------------------ |
| 01   | New York–JFK, Vereinigte Staaten    | 951.679    | Delta, JetBlue           |
| 02   | Miami, Vereinigte Staaten           | 500.151    | American                 |
| 03   | Panama-Stadt, Panama                | 396.793    | Copa                     |
| 04   | Madrid–Barajas, Spanien             | 348.680    | Air Europa, Iberia       |
| 05   | Fort Lauderdale, Vereinigte Staaten | 241.231    | JetBlue, Spirit          |
| 06   | San Juan, Puerto Rico               | 231.943    | JetBlue                  |
| 07   | Caracas, Venezuela                  | 155.503    | Avior, LASER, Venezolana |
| 08   | Newark, Vereinigte Staaten          | 127.496    | United                   |
| 09   | Atlanta, Vereinigte Staaten         | 119.763    | Southwest                |
| 10   | Boston, Vereinigte Staaten          | 110.967    | JetBlue                  |

## Zwischenfälle
- Am 17. Juli 1958 verlor an einer Curtiss C-46A-60-CK Commando der dominikanischen Dominicana de Aviacion (Luftfahrzeugkennzeichen HI-16) das linke Triebwerk beim Start vom Flughafen Las Américas an Leistung. In einer Höhe von 40 Metern kam es zum Strömungsabriss, wobei die Maschine etwa 70 Meter vor dem Startbahnende und 90 Meter links davon auf dem Boden aufschlug. Es gibt Anzeichen dafür, dass die Piloten mit dem Triebwerksausfall falsch umgingen und nicht die korrekten Verfahren dafür einhielten. Beide Piloten, die einzigen Insassen auf dem Frachtflug, kamen ums Leben.[2]

- Am 15. Februar 1970 stürzte eine Douglas DC-9-32 der Dominicana de Aviación (HI-177) kurz nach dem Start auf dem Weg von Las Américas nach San Juan in Puerto Rico ins Meer. Dabei starben alle 102 Menschen an Bord (siehe auch Dominicana-de-Aviación-Flug 603).[3]

- Am 7. Mai 1970 überrollte eine Curtiss C-46F-1-CU Commando der  dominikanischen Domaire (HI-170) beim Start vom Flughafen Santo Domingo/Las Américas das Ende der Startbahn und wurde irreparabel beschädigt. Es gab keine Todesfälle.[4]

- Am 25. April 1973 fiel an einer Curtiss C-46 Commando der Aeromar aus der Dominikanischen Republik (HI-201) im Steigflug nach dem Start vom Flughafen Santo Domingo/Las Américas das Triebwerk Nr. 1 (links) aus. Dadurch wurden die Piloten der mit 6,4 Tonnen Früchten beladenen Maschine zu einer Notwasserung gezwungen. Alle vier Besatzungsmitglieder, die einzigen Insassen auf dem Frachtflug, überlebten den Unfall.[5]

- Am 31. August 1979 wurde eine Lockheed L-049-46-26 Constellation der Aerovías Quisqueyana aus der Dominikanischen Republik (HI-260) auf dem Flughafen Santo Domingo-Las Américas durch den Hurrikan David zerstört. Über Personenschäden ist nichts bekannt.[6]

- Am 31. August 1979 wurde eine Curtiss C-46A-5-CK Commando des dominikanischen Canaan Amin (HI-197) auf dem Flughafen Las Américas durch den Hurrikan David irreparabel beschädigt. Über Personenschäden ist nichts bekannt.[7]

- Im Jahr 1988 (genaues Datum unbekannt) kam es bei einer Lockheed L-749A Constellation der Aerochago Airlines aus der Dominikanischen Republik (HI-422) bei der Landung auf dem Flughafen Santo Domingo-Las Américas zu heftigem Bugradflattern. Die vordere Rumpfstruktur des voll beladenen Frachtflugzeugs wurde überlastet und das Flugzeug irreparabel beschädigt. Alle Insassen überlebten den Unfall. Dies war der letzte Totalverlust einer Lockheed Constellation (nicht zu verwechseln mit der Lockheed L-1049 Super Constellation).[8][9]

- Am 18. Februar 1993 geriet eine Douglas DC-7CF der dominikanischen Aerochago Airlines (HI-599CT) beim Start auf dem Flughafen Las Américas nach dem Ausfall des Triebwerks Nr. 4 (rechts außen) von der Startbahn ab und wurde irreparabel beschädigt. Alle drei Besatzungsmitglieder, die einzigen Insassen auf dem Frachtflug, überlebten den Unfall.[10]

- Am 27. Juni 1995 traten bei einer Convair CV-440-98 der US-amerikanischen Salair (N356SA) während des Steigflugs Probleme auf. Beim Versuch der Rückkehr zum Flughafen Santo Domingo-Las Américas stürzte die Maschine 70 Kilometer östlich davon bei La Romana ab. Beide Besatzungsmitglieder, die einzigen Insassen auf dem Frachtflug, kamen ums Leben.[11]

- Im Juni 1990 (genaues Datum unbekannt) wurde eine Lockheed L-1049/C-121J Super Constellation der dominikanischen Aerochago Airlines (HI-532CT) bei der Landung auf dem Flughafen Santo Domingo-Las Américas irreparabel beschädigt. Über Personenschäden ist nichts bekannt.[12]

- Am 22. September 1998 wurde eine Lockheed L-1049/C-121C Super Constellation der dominikanischen Aerochago Airlines (HI-548CT) auf dem Flughafen Santo Domingo-Las Américas irreparabel beschädigt. Während des Hurrikans Georges wurde eine Curtiss C-46 Commando der Aerolineas Mundo (HI-503CT) in die Superconnie geblasen. Über Personenschäden ist nichts bekannt. Dies war der letzte Totalschaden einer Super Constellation seit ihrer Indienststellung im Dezember 1951.[13]